# 아산어린이도서관
아산어린이도서관은 충청남도 아산시 소재의 어린이 도서관이다.

## 연혁
- 2010년 6월 15일 개관.

## 이용 안내
이용 시간
- 매일 09:00~18:00

휴관일
- 국경일과 정부에서 지정하는 공휴일
- 매주 월요일